# Ventil
Ventil (njem. Ventil od srednjovj. lat. ventile: ustava; vjetrenjača, prema lat. ventus: vjetar) je zaporni (protočni) uređaj koji otvara i zatvara protok kapljevine, plina ili pare cjevovodima. Protok se zatvara nasjedanjem zapornog dijela (zapornik) na sjedište ventila s pomoću navojnoga vretena (trapezni navoj). Matica vretena je u jarmu, koji je dio kućišta. Smjer strujanja medija (fluid) može biti takav da njegov tlak u zatvorenom položaju pritišće zapornik na sjedište, ili obrnut, kada vreteno ventila, osim brtvene sile, preuzima i tlak medija.

## Podjela
Konstruktivno se razlikuju ventili s usporednim priključcima na cjevovod (prolazni ventil) i s međusobno okomitima (kutni ventil). 
Prema namjeni, razlikuju se: zaporni ventil ili protočni ventil (služi samo za zatvaranje ili propuštanje protoka), nepovratni ventil (stalno propušta protok samo u jednom smjeru), tlačni ventil u koje spada i sigurnosni ventil (otvara se kada tlak prekorači određenu granicu), prigušni ventil (stalno snižava tlak prigušivanjem) i drugi.
Prema načinu rada, razlikuju se: ručni ventil (pokreće se ljudskom snagom) i automatski ventil (djeluje samostalno, upravljan na daljinu ili regulacijskom tehnikom). 
U motorima s unutarnjim izgaranjem ventil regulira dovod goriva u cilindar (usisni ventil) ili omogućuje odvod plinova preostalih nakon izgaranja (ispušni ventil). 
Kadšto se za manje tlakove i promjere cijevi ugrađuje zaporni ventil nazvan pipac (na primjer u kemijskim laboratorijskim uređajima), koji je građen slično jednostavnoj slavini, ali sa svim svojstvima ventila.

### Protočni ventil
Protočni ventil ili zaporni ventil je ventil koji prigušivanjem utječe na protok u sustavu. Protočni ventili se dijele se na: protočne upravljačke ventile i regulatore protoka. Protočni upravljački ventili imaju zadatak da protok u sustavu prilagođavaju potrebama. Kao prigušni elementi koriste se prigušnice i dijafragme (blende). Općenito prigušnice imaju oblik uskih kanala, a dijafragme imaju oblik ploče s uskim otvorom za protjecanje. Za razliku od prigušnica, hidraulički otpor dijafragmi u radnom području gotovo ne zavisi od viskoznosti fluida (a time niti od temperature). Zbog toga se dijafragme koriste na primjer za mjerenje protoka.

#### Slavina
Slavina (prema slav: razrijeđen vodom od lomb. šlavi < pučki lat. *ex-lavitus) je naprava za zatvaranje i otvaranje dotoka tekućine iz cjevovoda, spremnika, bačava i drugog. Razgovorno se ponekad naziva pipa, u nekim primjenama armatura ili pipac.

### Tlačni ventil
Tlačni ventil utječe na tlak u sustavu ili dijelu sustava (hidraulički pogon, pneumatski sustav i tako dalje), oni su izvršni elementi za upravljanje i za regulaciju tlaka, kao i za niz drugih funkcija zasnovanih na tlaku.

#### Ventil za ograničavanje tlaka
Ventil za ograničavanje tlaka osigurava da tlak u sustavu ne prijeđe maksimalno dopuštenu vrijednost. Koriste se kao sigurnosni ventili (za zaštitu od prekomjernog tlaka), kao kočni ventili (za zaštitu od tlačnih udara koji nastaju na primjer prilikom zatvaranja razvodnika) ili kao ventili za protudržanje. Potrebni su i prisutni u svim hidrauličkim sustavima, tipično se postavljaju na izlazu hidrauličke pumpe, za zaštitu pumpe i sustava od prekomjernog tlaka.

#### Sigurnosni ventil
Sigurnosni ventil osigurava da ne dođe do prekoračenja tlaka u dovodnom vodu. Ako tlak u dovodnom vodu poraste iznad namještene vrijednosti, dovod se spaja s odzračnim odvodom sve dok tlak ne padne ispod namještene vrijednosti.

### Nepovratni ventil
Nepovratni ventil dozvoljava protok fluida (tekućine i plinovi) samo u jednom smjeru (poput diode u elektronici), uz minimalno mogući pad tlaka (mali otpor). Taj pad tlaka je kriterij kvalitete nepovratnog ventila. Pladanj ventila može imati oblik kugle, stožca, tanjura ili čahure. Ventil može biti neopterećen ili opterećen (s oprugom).

### Razvodnik
Razvodnik ili razvodni ventil je vrsta hidrauličkog ventila koji usmjerava tok hidrauličkog fluida u hidrauličkom pogonu propuštanjem, zatvaranjem ili promjenom smjera toka. Ovdje se pod razvodnikom podrazumijeva digitalno pokretani razvodnik, kod kojeg se koriste samo krajnji položaji "otvoreno" ili "zatvoreno". Postoje i kontinuirano pokretani razvodnici (proporcionalni i servo-ventili), koji između dva krajnja položaja kontinuirano poprimaju neki položaj uz odgovarajuće prigušno djelovanje. Osnovne karakteristike hidrauličkih razvodnika su: konstrukcija, nazivna veličina, broj radnih položaja, broj hidrauličkih priključaka, način aktiviranja. Uz ove podatke od interesa su i nazivni protok, maksimalni radni tlak i materijal razvodnika, naročito brtvi. Oznaka broja priključaka i radnih položaja obično se piše ispred riječi razvodnik (na primjer 4/3 razvodnik označava razvodnik s 4 priključka i 3 radna položaja).

## Vanjske poveznice
|  | Zajednički poslužitelj ima još gradiva o temi Ventil |